# Friedel Tietze
Friedel Tietze (ur. w 1908, zm. w 1953) – saneczkarka startująca w barwach III Rzeszy oraz NRD, mistrzyni Europy. 
Na mistrzostwach Europy wywalczyła dwa medale. W latach 1938 oraz 1939 zostawała najlepszą zawodniczką kontynentu. 
Po II wojnie światowej przeprowadziła się z Karkonoszy do wschodnich Niemiec, gdzie startowała w mistrzostwach swojego kraju, aż do śmierci w 1953.
Jej brat, Martin, również był saneczkarzem.